# 試製八十一粍無反動砲
試製八十一粍無反動砲（しせい81みりむはんどうほう）は、大日本帝国陸軍（日本陸軍）が試作した無反動砲である。
日本陸軍ではドイツから無反動砲の技術を得て開発試作を行っていた。1943年（昭和18年）の中盤に図面が到着、同年後半から第一陸軍技術研究所が開発を開始した。この砲は1944年（昭和19年）5月ごろ大阪陸軍造兵廠へ試作発注された。竣工は1943年（昭和18年）11月以降となった。試製砲は伊良湖射場で射撃試験を行った。
本砲は二種類が試作された。I型は砲身がやや長く作られている。この無反動砲の全体像を説明すると円筒状の簡素な砲身と、砲身後部にはコーン型の噴気筒がつけられている。砲身はライフリングのない滑腔砲身である。噴気筒はおよそ砲全体の3分の1ほどの長さを占めており、この噴気筒のやや前、砲身左側には、撃発機とグリップおよび肩当てがつけられている。砲身は重機関銃用の機銃架に乗せられ、これを3名で運搬した。
II型はI型と同様の形状を持つが、噴気口の径が太くなっており、三脚架に搭載して同様に3名で運用した。発射に際しては伏姿をとる。
砲弾は有翼タ弾を用いた。砲身が滑腔砲であるため弾体が回転しない。最大射程は200mで、うち有効射程は30mである。砲弾の炸薬量は0.45kgで命中すると100mmを貫通した。
製造数は300門がレイテ作戦のために急造された。生産時に全ての砲の照門が誤って取り付けられたが、これを直す時間は無くそのまま輸送された。戦局からレイテ作戦には投入できず、沖縄戦に使用された。